# Johann Valentin Sckell
Johann Valentin Sckell (* 1694 in Marksuhl; † 1769 ebenda) war Sachsen-Eisenachischer Wildmeister.

## Familie
Dieser Sckell war der Sohn von Johann Georg Sckell (* 1634; † 31. Mai 1706 in Marksuhl bei Eisenach), Gerichtsschultheiß und Geldeinnehmer bzw. Silberdiener im Beamtenstab des Herzogs Johann Georg I. (Sachsen-Eisenach) (1634–1686). Sein Vater hatte damit eine für diese Familie eher untypische berufliche Laufbahn eingeschlagen. Johann Georg Sckell wiederum ist nicht zu verwechseln mit dessen Enkel, dem Landschaftsgärtner Johann Georg Sckell (1725–1800).
Er war verheiratet mit Dorothea Regina Petri (1702–1760), der Tochter des Hofgärtners Johann Nikolaus Petri.

## Leben und Wirken
Johann Valentin Sckell gilt als Stammvater der Gärtner- und Malerfamilie Sckell, welche insbesondere im klassischen Weimar eine herausragende Rolle spielte. Das begann bereits mit seinem Sohn Johann Georg Sckell. Es gibt außerdem weitere Mitglieder der Familie, die in das Amt des Wildmeisters kamen. Das waren erstens sein Sohn Johann Georg Christian Sckell, der Oberförster und Wildmeister in Troistedt gewesen war, und zweitens dessen 19 Jahre jüngerer Bruder Johann Ludwig Gottlieb Sckell, wiederum Oberförster und Wildmeister in Troistedt.
Im 1762 stellte Sckell Schadenersatzklage wegen der Vermögensverluste, die er in seiner Eigenschaft als Oberförster durch den Siebenjährigen Krieg erlitten hatte. Das dürfte mit den Einquartierungen in Marksuhl zusammenhängen. Im Jahre 1757 geriet sein Sohn einer Akte zufolge mit einem französischen Soldaten aneinander. Die flüchtenden französischen Soldaten ließen den Akten zufolge in Marksuhl ihre Gewehre, nicht einfach liegen oder nahmen sie mit, sondern verkauften die sogar an die Einwohner von Marksuhl, wie der betreffende Aktentitel verrät.
In Marksuhl waren gelegentlich Carl August von Sachsen-Weimar-Eisenach und Johann Wolfgang von Goethe zu Gast, wie dessen Tagebücher u. a. vom September 1777 verraten.  Bei Johann Valentin Sckell war es wohl sicher nicht der Fall, sondern bei seinem Sohn Johann Ludwig Gottlieb Sckell, der seit 1769 auch in Marksuhl tätig war, bevor er 1778 Oberförster und Wildmeister in Troistedt wurde.